# Г'юлетт-Нек (Нью-Йорк)
Г'юлетт-Нек (англ. Hewlett Neck) — селище (англ. village) в США, в окрузі Нассау штату Нью-Йорк. Населення — 569 осіб (2020).

## Географія
Г'юлетт-Нек розташований за координатами 40°37′29″ пн. ш. 73°41′49″ зх. д. / 40.62472° пн. ш. 73.69694° зх. д. (40.624763, -73.697082).  За даними Бюро перепису населення США в 2010 році селище мало площу 0,55 км², з яких 0,50 км² — суходіл та 0,05 км² — водойми.

## Демографія
Згідно з переписом 2010 року, у селищі мешкало 445 осіб у 145 домогосподарствах у складі 124 родин. Густота населення становила 805 осіб/км².  Було 159 помешкань (287/км²).
Расовий склад населення:
| - 93,5 % — білих - 3,8 % — чорних або афроамериканців - 2,0 % — азіатів |

До двох чи більше рас належало 0,7 %. Частка іспаномовних становила 2,0 % від усіх жителів.
За віковим діапазоном населення розподілялося таким чином: 29,7 % — особи молодші 18 років, 54,8 % — особи у віці 18—64 років, 15,5 % — особи у віці 65 років та старші. Медіана віку мешканця становила 45,6 року. На 100 осіб жіночої статі у селищі припадало 96,0 чоловіків;  на 100 жінок у віці від 18 років та старших — 96,9 чоловіків також старших 18 років.
Середній дохід на одне домашнє господарство  становив 309 791 долар США (медіана — 206 667), а середній дохід на одну сім'ю — 319 371 долар (медіана — 207 222). За межею бідності перебувало 1,4 % осіб, у тому числі 1,0 % дітей у віці до 18 років та 2,8 % осіб у віці 65 років та старших.
Цивільне працевлаштоване населення становило 151 особа. Основні галузі зайнятості: освіта, охорона здоров'я та соціальна допомога — 28,5 %, науковці, спеціалісти, менеджери — 20,5 %, роздрібна торгівля — 15,9 %.